# 静浜基地

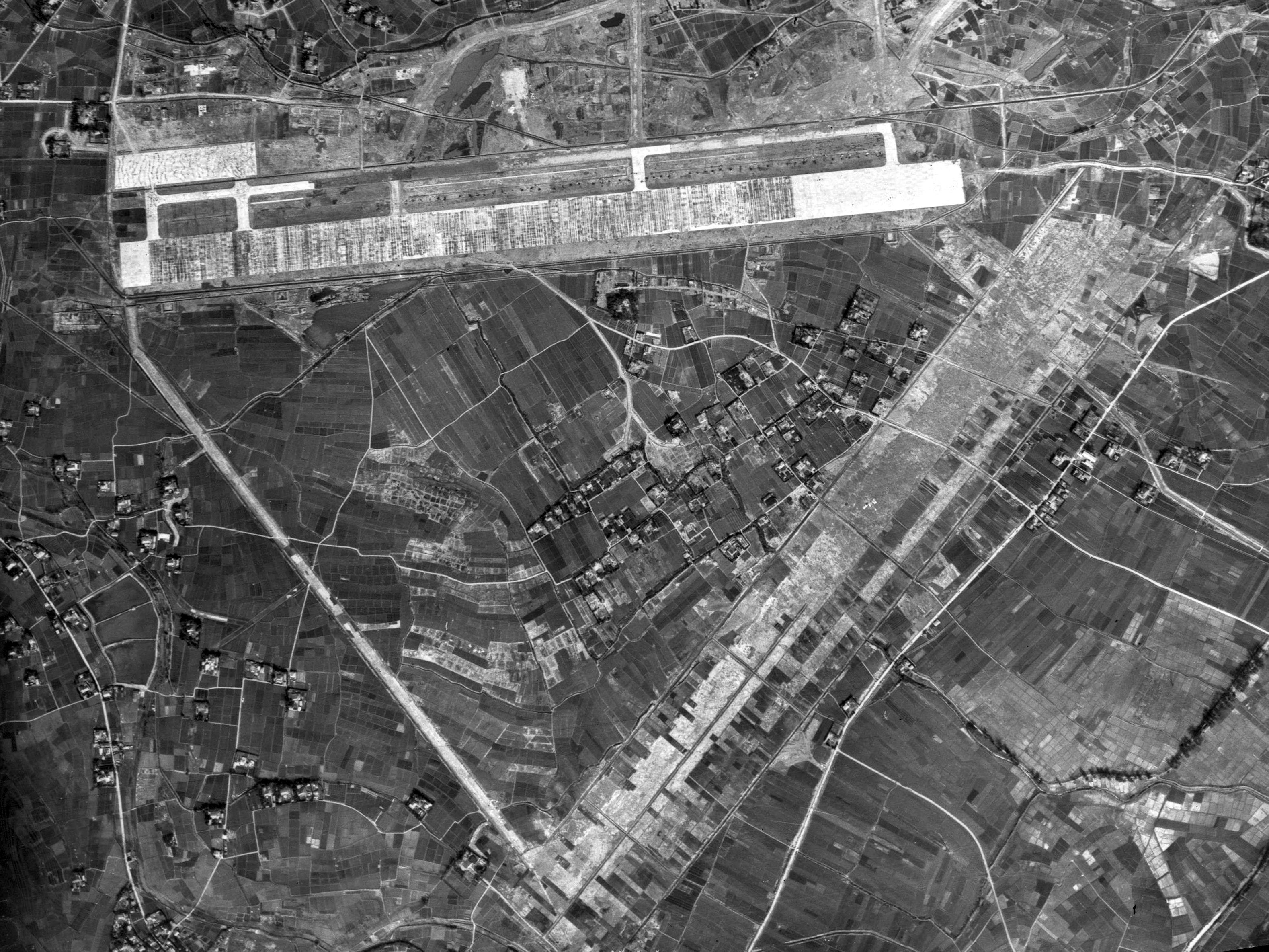
海軍航空隊藤枝基地（1947年）
当基地の前身である。補助滑走路が存在した。

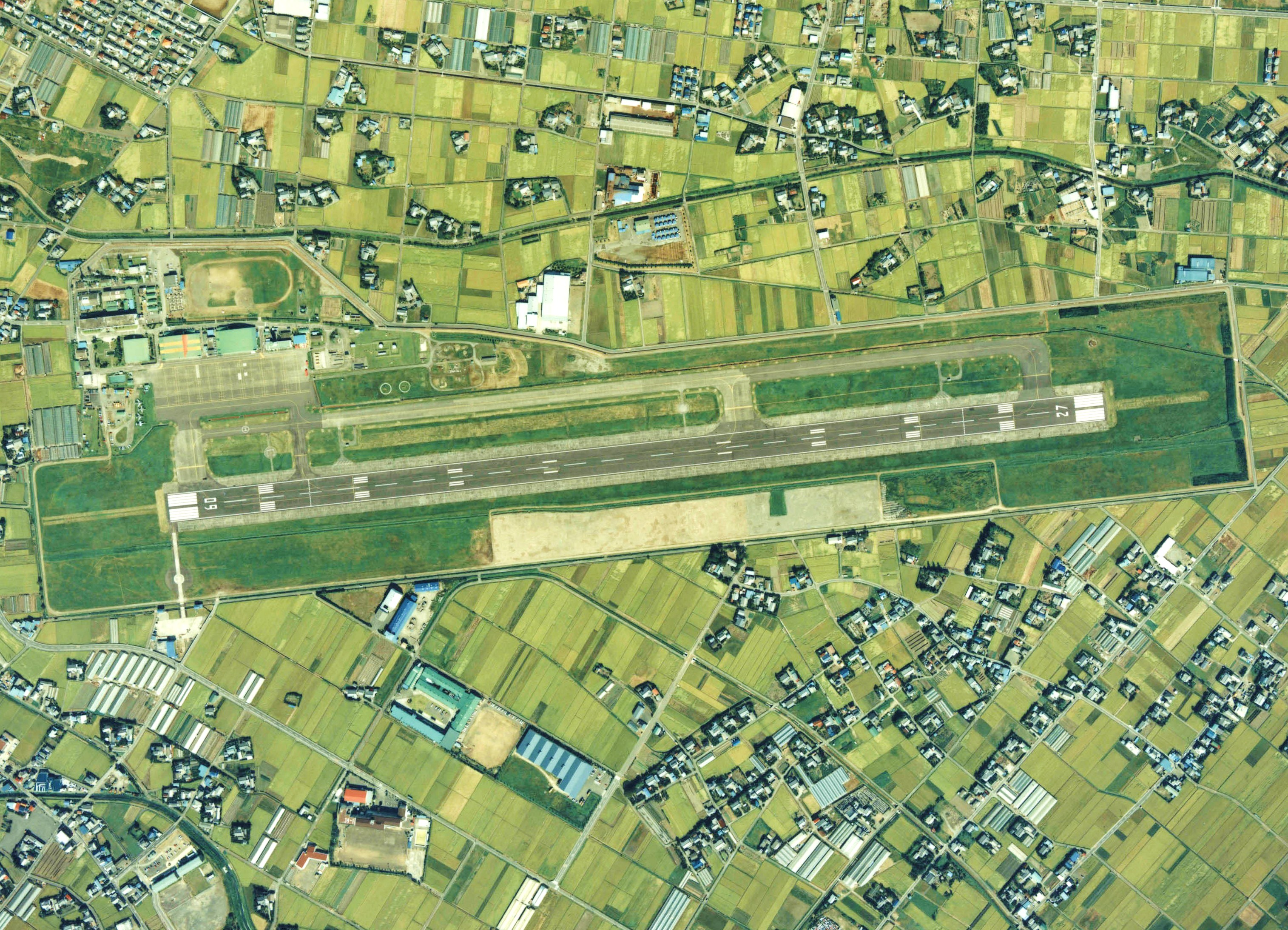
静浜基地付近の空中写真。（1988年撮影）

静浜基地 （しずはまきち、JASDF Shizuhama Airbase）は、第11飛行教育団等が配置されている航空自衛隊の基地である。基地司令は、第11飛行教育団司令が兼務。

## 概要
- この基地では、航空機のパイロット候補生を対象に、初等練習機による訓練を行っている。
- 飛行場施設を有する航空自衛隊の基地の中で、最も面積が小さい（約730,000m2）。なお飛行場施設を有しない基地や分屯基地も含めると、最も面積が小さいのは御前崎分屯基地である。
- 同基地に保管されているT-3、T-34A、T-6Fはエンジンにオイルが入れられており、整備も定期的に行われているため、現在も飛行（エンジン始動）が可能とされている（2012年確認）。航空祭等でこれらに機体にアースがとられていたり、エンジン下にオイルパンが置かれているのを目にすることができる。
- 志太郡の旧静浜村の地域にあることが、基地名の由来となっている。

## 沿革
- 1944年（昭和19年）12月 - 日本海軍航空隊藤枝基地として開設。
- 1945年（昭和20年）9月 - 戦後米軍による接収。
- 1958年（昭和33年）8月1日 - 航空自衛隊静浜基地として開設。第2操縦学校第2分校編成。
- 1959年（昭和34年）6月1日 - 第15飛行教育団が編成。
- 1964年（昭和39年）
  - 3月10日 - 航空自衛隊第5術科学校第2分校が静浜基地に移動。
  - 5月30日 - 第11飛行教育団が小月から移動。
  - 5月31日 - 第15飛行教育団が廃止。
- 1975年（昭和50年）4月3日 - 航空自衛隊第5術科学校第2分校が廃止。
- 1979年（昭和54年）6月 - T-3による飛行訓練開始。
- 2005年（平成17年）7月 - T-7による飛行教育開始。
- 2016年（平成28年）3月 - 敷地内に展示されていたF-86D、F-104J、T-33A、T-1Bを解体撤去。

## 配置部隊
航空教育集団隷下
- 第11飛行教育団司令部

航空支援集団隷下
- （航空保安管制群）静浜管制隊
- （航空気象群）静浜気象隊

航空自衛隊直轄
- （航空警務隊）静浜地方警務隊

## 関係機関
- 静岡県警察航空隊-滑走路西端南側にあるヘリポートを使用する。ヘリポートに隣接した敷地に施設（専用の格納庫等）を持つ。

## 航空祭
- 過去の開催日と来場者数
  - 2025年 5月25日(日)開催予定
  - 2024年 5月19日(日)約25,000人
  - 2023年 5月28日(日)約10,000人
  - 2022年 5月22日(日)約5,600人（新型コロナウイルスの影響で規模を縮小して開催）
  - 2021年 新型コロナウイルスの影響で開催中止
  - 2020年 新型コロナウイルスの影響で開催中止
  - 2019年 5月19日(日)約20,000人
  - 2018年 5月20日(日)約30,000人
  - 2017年 5月21日(日)約40,000人
  - 2016年 9月25日(日)約21,000人（熊本地震の影響で開催延期）
  - 2015年 5月24日(日)
  - 2014年 5月25日(日)
  - 2013年 5月26日(日)
  - 2012年 5月20日(日)
- 毎年5月中旬から下旬の間に開催。所属初等練習機の展示飛行の他、周辺基地から飛来する機体による展示飛行（リモート展示）が行われる。
- 滑走路が短いため、戦闘機の地上展示は行われない。しかし、静態保存されているF-86F（62-7417）は敷地内に展示されている。
- かつては旧海軍芙蓉部隊の根拠地であったことから、T-3の退役を目前に控えた2006年には芙蓉部隊配備機であった彗星のカラーリングを施したT-3が1機製作され、展示飛行も行われた。その後も地上展示ではあるが、このカラーリングの機体が公開されている。

- ふじ2号
- 航空祭で展示飛行を行なう浜松救難隊のUH-60J